# قابلية الاكتشاف
قابلية الاكتشاف خاصية من خصائص النظم. وهو مصطلح أساسي ويستعمل كثيرا في علم الضبط ونظرية النظم.
ويعني أن كل حركات النظام غير المستقرة قابلة للملاحظة.

## اقرأ أيضاً
- نظرية النظم